# 仲正昌樹
仲正 昌樹（なかまさ まさき、1963年2月22日 - ）は、日本の思想史家。専門は、政治思想史・社会思想史・社会哲学。学位は、博士（学術）（東京大学・1996年）。金沢大学人間社会学域法学類教授。

## 人物・来歴
広島県呉市出身。呉市立吉浦中学校を経て、1981年に広島県立呉三津田高等学校を卒業後、東京大学教養学部理科I類に入学。1984年、東京大学教育学部に進学。その後、西ドイツに渡る。1989年に東京大学教育学部教育史・教育哲学コースを卒業。
大学時代は堀尾輝久に師事、卒業論文のテーマはシュライエルマッハーとルソー。
博士後期課程に進学後、1995 - 96年ドイツのマンハイム大学に留学、1996年に博士後期課程を特例で2年次修了し、東京大学より博士（学術）の学位を取得。博士論文のテーマは「〈隠れたる神〉の痕跡 - ドイツ近代の成立とヘルダリン」。修士課程及び博士後期課程における指導教員は麻生建。1998年から金沢大学法学部助教授、法学部共生社会論大講座教授。2008年法学類教授。
金沢大学助教授職に就いた後、『情況』の編集に携わっていた。統一教会を批判する左派は統一教会が信者をマインド・コントロールする特別な技術を持っていると思っているとし、それはあまりに現実からかけ離れた単純化だと元信者として主張している。

### 統一教会との関係
- 1981年4月上旬、東京大学に入学直後に、仲正は統一教会の関連団体「東京大学原理研究会」に勧誘された[3]。

- 統一教会に入信し、東京大学原理研究会にて活動していた[4]。

- 大学院受験に失敗し、1990年から統一教会の関連団体「世界日報」記者、1992年には東京大学大学院総合文化研究科地域文化研究専攻修士課程に入学する。この頃合同結婚式で選ばれた配偶者とのトラブルがあったことをきっかけに「統一教会を脱会した」と自身の著書で述べている[3][4]。

- 2023年10月11日、統一教会の関連団体「富山県平和大使協議会」と統一教会の関係団体「天宙平和連合（UPFジャパン）」が開催したシンポジウム「国家と宗教－その関係を問う」富山県富山市内で開かれた[5][6][7]。シンポジウムでは、仲正と、統一教会顧問弁護士の徳永信一を中心に、パネルディスカッションが行われた[5]。司会は窪田順生が務めた[7]。仲正は「政教分離で宗教と政治は距離を取るべきだと言いながら、積極的につぶしにかかっている。（公的機関が）この教団はこういう宗教だと勝手に決めつけてはいけない」「現在の家庭連合は“叩きやすいオブジェ”であり、解散に追い込むことで、手柄にしようという人がいる」と述べた[5]。主催者を代表し、統一教会幹部の鴨野守は「信仰とは精神的な背骨。人生を生きる中で行動指針となるべきなのが宗教だ。この困難に倒れるのでなく、一致結束してこの局面を突破したい」とあいさつした[5][6]。
  - シンポジウムの様子は、同月12日に統一教会の機関紙「世界日報」に掲載された[8]。
  - シンポジウムの様子は、同月14日に統一教会の関連団体「光言社」の公式サイトに掲載された[9]。
  - 2023年10月17日、統一教会の関係団体「天宙平和連合（UPFジャパン）」の公式YouTubeチャンネルはシンポジウムの動画をYouTubeに投稿した[7][10]。
- 2025年2月25日、仲正は「日本統一教会：学者・櫻井義秀氏の批判に対する記念碑的な反論」という記事を「Bitter Winter」に寄稿した[11]。この記事の中で仲正は、魚谷俊輔（統一教会の関連団体「天宙平和連合（UPFジャパン）」事務総長、統一教会の関連団体「国際勝共連合」事務総長、統一教会の関連団体「世界平和連合」事務総長）と、魚谷が統一教会の関連団体「世界日報社」から出版した著書『反証　櫻井義秀・中西尋子著「統一教会」』を紹介した[11][12]。

## 著書

### 単著
| タイトル                                                                                  | 出版社                 | 出版年月 | ISBN               | 備考 および文庫版                                       |
| ----------------------------------------------------------------------------------------- | ---------------------- | -------- | ------------------ | ------------------------------------------------------- |
| 『「隠れたる神」の痕跡――ドイツ近代の成立とヘルダリン』                                    | 世界書院               | 2000年   | ISBN 4792721229    | 博士論文、『危機の詩学 ヘルダリン、存在と言語』と改題。 |
| 『貨幣空間』                                                                              | 情況出版               | 2000年   | ISBN 4915252469    | 新版 世界書院 2006年 ISBN 4792720907                    |
| 『モデルネの葛藤――ドイツ・ロマン派の「花粉」からデリダの「散種」へ』                      | 御茶の水書房           | 2001年   | ISBN 4275018885    |                                                         |
| 『「法」と「法外なもの」 ベンヤミン、アーレント、デリダをつなぐポスト・モダンの正義論へ』 | 御茶の水書房           | 2001年   | ISBN 4275018583    |                                                         |
| 『法の共同体――ポスト・カント主義的「自由」をめぐって』                                    | 御茶の水書房           | 2002年   | ISBN 4275019482    |                                                         |
| 『ポスト・モダンの左旋回』                                                                | 情況出版               | 2002年   | ISBN 4792720753    |                                                         |
| 『「不自由」論――「何でも自己決定」の限界』                                                | ちくま新書             | 2003年   | ISBN 4480061320    |                                                         |
| 『歴史と正義――史的構想力の回復に向けて』                                                  | 御茶の水書房           | 2004年   | ISBN 4275003071    |                                                         |
| 『「みんな」のバカ！――無責任になる構造』                                                  | 光文社新書             | 2004年   | ISBN 4334032524    |                                                         |
| 『正義と不自由――絶対的正義の限界』                                                        | 実践社                 | 2004年   | ISBN 4916043758    |                                                         |
| 『お金に「正しさ」はあるのか』                                                            | ちくま新書             | 2004年   | ISBN 4480062009    |                                                         |
| 『自己再想像の〈法〉――生権力と自己決定の狭間で』                                          | 御茶の水書房           | 2005年   | ISBN 4275003608    |                                                         |
| 『なぜ「話」は通じないのか――コミュニケーションの不自由論』                                | 晶文社                 | 2005年   | ISBN 4794966709    |                                                         |
| 『日本とドイツ――二つの戦後思想』                                                          | 光文社新書             | 2005年   | ISBN 433403313X    |                                                         |
| 『デリダの遺言――「生き生き」とした思想を語る死者へ』                                      | 双風舎                 | 2005年   | ISBN 4902465078    |                                                         |
| 『松本清張の現実と虚構――あなたは清張の意図にどこまで気づいているか』                      | ビジネス社             | 2006年   | ISBN 4828412549    |                                                         |
| 『「分かりやすさ」の罠――アイロニカルな批評宣言』                                          | ちくま新書             | 2006年   | ISBN 4480063021    |                                                         |
| 『ラディカリズムの果てに』                                                                | イプシロン出版企画     | 2006年   | ISBN 4903145093    |                                                         |
| 『日本とドイツ 二つの全体主義――「戦前思想」を書く』                                       | 光文社新書             | 2006年   | ISBN 433403361X    |                                                         |
| 『金沢からの手紙――ウラ日本的社会事評』                                                    | イプシロン出版企画     | 2006年   | ISBN 4903145174    |                                                         |
| 『ネット時代の反論術』                                                                    | 文春新書               | 2006年   | ISBN 4166605313    |                                                         |
| 『集中講義！日本の現代思想――ポストモダンとは何だったのか』                                | NHK出版〈NHKブックス〉 | 2006年   | ISBN 4140910720    |                                                         |
| 『前略仲正先生、ご相談があります』                                                        | イプシロン出版企画     | 2006年   | ISBN 4903145220    |                                                         |
| 『思想の死相――知の巨人は死をどう見つめていたのか』                                        | 双風舎                 | 2007年   | ISBN 4902465116    |                                                         |
| 『「自由」は定義できるか』                                                                | バジリコ               | 2007年   | ISBN 4862380735    |                                                         |
| 『「プライバシー」の哲学』                                                                | ソフトバンク新書       | 2007年   | ISBN 4797341041    |                                                         |
| 『知識だけある馬鹿になるな！』                                                            | 大和書房               | 2008年   | ISBN 4479391703    |                                                         |
| 『集中講義！アメリカ現代思想――リベラリズムの冒険』                                        | NHKブックス            | 2008年   | ISBN 4140911204    |                                                         |
| 『今こそアーレントを読み直す』                                                            | 講談社現代新書         | 2009年   | ISBN 4062879964    |                                                         |
| 『〈学問〉の取扱説明書』                                                                  | 作品社                 | 2009年   | ISBN 4861822440    | 改訂版 ISBN 4861823226                                  |
| 『Ｎの肖像――統一教会で過ごした日々の記憶』                                                | 双風舎                 | 2009年   | ISBN 4902465167    |                                                         |
| 『なぜ「自由」は不自由なのか 現代リベラリズム講義』                                       | 朝日新聞出版           | 2009年   | ISBN 4022506296    |                                                         |
| 『〈リア充〉幻想 真実があるということの思い込み』                                         | 明月堂書店             | 2010年   | ISBN 4903145298    |                                                         |
| 『ポストモダンの正義論 「右翼／左翼」の衰退とこれから』                                   | 筑摩書房               | 2010年   | ISBN 4480842934    |                                                         |
| 『今こそルソーを読み直す』                                                                | 生活人新書             | 2010年   | ISBN 4140883332    |                                                         |
| 『ヴァルター・ベンヤミン－「危機」の時代の思想家を読む』                                  | 作品社                 | 2011年   | ISBN 486182317X    |                                                         |
| 『いまこそハイエクに学べ 「戦略」としての思想史』                                         | 春秋社                 | 2011年   | ISBN 439361111X    |                                                         |
| 『いまを生きるための思想キーワード』                                                      | 講談社現代新書         | 2011年   | ISBN 4062881349    |                                                         |
| 『現代ドイツ思想講義』                                                                    | 作品社                 | 2012年   | ISBN 486182382X    |                                                         |
| 『2012年の正義・自由・日本』                                                              | 明月堂書店             | 2012年   | ISBN 4903145433    |                                                         |
| 『《日本の思想》講義 ネット時代に、丸山眞男を熟読する』                                   | 作品社                 | 2012年   | ISBN 486182396X    |                                                         |
| 『危機の詩学 ヘルダリン、存在と言語』                                                     | 作品社                 | 2012年   | ISBN 486182401X    | 『〈隠れたる神〉の痕跡』（世界書院）を改題・改訂版      |
| 『政治思想の知恵: マキャベリからサンデルまで』                                            | 法律文化社             | 2013年   | ISBN 4589034794    |                                                         |
| 『カール・シュミット入門講義』                                                            | 作品社                 | 2013年   | ISBN 4861824265    |                                                         |
| 『いまこそロールズに学べ 「正義」とはなにか?』                                            | 春秋社                 | 2013年   | ISBN 4393611128    |                                                         |
| 『〈ネ申(ねもうす)〉の民主主義』                                                          | 明月堂書店             | 2013年   | ISBN 4903145468    |                                                         |
| 『〈法と自由〉講義 憲法の基本を理解するために』                                           | 作品社                 | 2013年   | ISBN 4861824559    |                                                         |
| 『マックス・ウェーバーを読む』                                                            | 講談社現代新書         | 2014年   | ISBN 4062882795    |                                                         |
| 『精神論ぬきの保守主義』                                                                  | 新潮社〈新潮選書〉     | 2014年   | ISBN 4106037483    |                                                         |
| 『プラグマティズム入門講義』                                                              | 作品社                 | 2015年   | ISBN 4861825229    |                                                         |
| 『〈日本哲学〉入門講義 西田幾多郎と和辻哲郎』                                             | 作品社                 | 2015年   | ISBN 4861825458    |                                                         |
| 『寛容と正義 絶対的正義の限界』                                                           | 明月堂書店             | 2015年   | ISBN 4903145514    |                                                         |
| 『ハイデガー哲学入門――「存在と時間」を読む』                                              | 講談社現代新書         | 2015年   | ISBN 4062883414    |                                                         |
| 『〈ジャック・デリダ〉入門講義』                                                          | 作品社                 | 2016年   | ISBN 4861825784    |                                                         |
| 『教養としてのゲーテ入門 「ウェルテルの悩み」から「ファウスト」まで』                     | 新潮社〈新潮選書〉     | 2017年   | ISBN 4106037955    |                                                         |
| 『悪と全体主義 : ハンナ・アーレントから考える』                                           | NHK出版〈NHK出版新書〉 | 2018年   | ISBN 9784140885499 |                                                         |
| 『哲学JAM［赤版］ : 現代社会をときほぐす』                                                | 共和国                 | 2020年   | ISBN 9784907986780 |                                                         |

### 共著
- （仁木恒夫・打出喜義）『「人体実験」と患者の人格権――金沢大学付属病院無断臨床試験訴訟をめぐって』（御茶の水書房, 2003年）
- （宮台真司）『日常・共同体・アイロニー――自己決定の本質と限界』（双風舎, 2004年）
- （安西明子・打出喜義・仁木恒夫）『「人体実験」と法――金沢大学附属病院無断臨床試験訴訟をめぐって』（御茶の水書房, 2006年）
- （清家竜介・藤本一勇・北田暁大・毛利嘉孝）『現代思想入門――グローバル時代の「思想地図」はこうなっている!』（PHP研究所, 2007年）
- （山本美代子・藤井久代・白石山香）『「大学病院」の罠――福岡大肺気腫手術訴訟をめぐって』（御茶の水書房, 2007年）
- 『メディア論 現代ドイツにおける知のパラダイム・シフト』寄川条路編 大塚直,川島建太郎,縄田雄二共著 御茶の水書房 2007
- 『『先端医療』の落し穴 姫路赤十字病院小児リンパ腫男児死亡訴訟をめぐって』篠原聖二,佐藤功行,原純一,宮脇正和共著 御茶の水書房 2008
- 『教養主義復権論 本屋さんの学校 2』浜野喬士,大澤聡,白井聡共著 明月堂書店 2010

### 編著
- 『ヨーロッパ・ジェンダー研究の現在――ドイツ統一後のパラダイム転換』（御茶の水書房, 2001年）
- 『美のポリティクス』（御茶の水書房, 2003年）
- 『脱構築のポリティクス』（御茶の水書房, 2003年）
- 『法の他者』（御茶の水書房, 2004年）
- 『差異化する正義』（御茶の水書房, 2004年）
- 『グローバル化する市民社会』（御茶の水書房, 2006年）
- 『批判的社会理論の現在』御茶の水書房 2007 叢書・アレテイア
- 『社会理論における「理論」と「現実」』御茶の水書房 2008 叢書・アレテイア
- 『歴史における「理論」と「現実」』御茶の水書房 2008 叢書・アレテイア
- 『近代法とその限界』御茶の水書房 2010 叢書・アレテイア
- 『自由と自律』御茶の水書房 2010 叢書・アレテイア
- 『批評理論と社会理論』御茶の水書房 2011 叢書・アレテイア
- 『「法」における「主体」の問題』御茶の水書房、2013年、叢書・アレテイア、ISBN 427501040X

### 共編著
- （藤本一勇）『ポスト近代の公共空間』（御茶の水書房, 2005年）

### 訳書
- クリストフ・ヤメ『神話 芸術 現実』久保陽一編訳（公論社, 1998年）
- ペーター・スローターダイク『「人間園」の規則――ハイデッガーの『ヒューマニズム書簡』に対する返書』（御茶の水書房, 2000年）
- アレックス・デミロヴィッチ『民主主義と支配』中村隆一,古賀暹共訳（御茶の水書房, 2000年）
- マフディ・エルマンジュラ『第一次文明戦争――「新世界秩序」と「ポスト・コロニアリズム」をめぐって』（御茶の水書房, 2001年）
- マフディ・エルマンジュラ『第二次文明戦争としてのアフガン戦争――戦争を開始した「帝国の終焉」の始まり』（御茶の水書房, 2001年）
- ドゥルシラ・コーネル『自由のハートで』（情況出版, 2001年）
- ペーター・スローターダイク『大衆の侮蔑――現代社会における文化闘争についての試論』（御茶の水書房, 2001年）
- ドゥルシラ・コーネル『正義の根源』監訳 御茶の水書房 2002
- ナンシー・フレイザー,エリ・ザレツキー『9・11とアメリカの知識人』（御茶の水書房, 2002年）
- ハンナ・アーレント『暗い時代の人間性について』（情況出版, 2002年）
- マフディ・エルマンジュラ『文化的脱植民地化――国際政治のコロニアルな構造をめぐって』（御茶の水書房, 2002年）
- ナンシー・フレイザー『中断された正義――「ポスト社会主義的」条件をめぐる批判的省察』監訳（御茶の水書房, 2003年）
- ペーター・スローターダイク『空震――テロの源泉にて』（御茶の水書房, 2003年）
- ドゥルシラ・コーネル『脱構築と法――適応の彼方へ』監訳 岡野八代,望月清世,藤本一勇,西山達也,久保田淳,郷原佳以共訳（御茶の水書房, 2003年）
- マフディ エルマンジュラ『メガ帝国主義の出現とイスラーム・グローバル現象――イラク戦争後の世界』（世界書院, 2004年）
- アントニオ・ネグリ『ヨブ――奴隷の力』（情況出版, 2004年）
- トム・ロックモア『ハイデガーとフランス哲学』北川東子共監訳 法政大学出版局 叢書・ウニベルシタス 2005
- ドゥルシラ・コーネル『イマジナリーな領域――中絶、ポルノグラフィ、セクシュアル・ハラスメント』監訳（御茶の水書房, 2006年）
- ドゥルシラ・コーネル『限界の哲学』監訳 御茶の水書房 2007
- ドゥルシラ・コーネル『"理想"を擁護する 戦争・民主主義・政治闘争』監訳 近藤真里子,高橋慎一,高原幸子訳 作品社 2008
- ハンナ・アーレント ロナルド・ベイナー編『完訳カント政治哲学講義録』浜野喬士訳書編 明月堂書店 2009
- アレックス・デミロヴィッチ『非体制順応的知識人 批判理論のフランクフルト学派への発展』責任編集 御茶の水書房 2009-11
- ドゥルシラ・コーネル『イーストウッドの男たち マスキュリニティの表象分析』吉良貴之共監訳 御茶の水書房 2011
- ドゥルシラ・コーネル『自由の道徳的イメージ』吉良貴之共監訳 伊藤泰 [ほか] 訳 御茶の水書房 2015
- ハインリッヒ・フォン・クライスト『ペンテジレーア』論創社 2020